# Vasile Miriuță
Vasile Miriuță, né le 19 septembre 1968 à Baia Mare en Roumanie, est un joueur de football international hongrois d'origine roumaine, reconverti entraîneur.

## Carrière de joueur

### En club
Il joue 27 matchs en deuxième division française avec le club du FC Bourges et 63 matchs en Bundesliga avec l'Energie Cottbus. Il dispute par ailleurs quatre matchs en Ligue des champions avec les clubs hongrois d'Újpest et du Ferencváros.

### En équipe nationale
Il reçoit neuf sélections et inscrit un but en équipe de Hongrie entre 2000 et 2003.
Il joue son premier match en équipe nationale le 15 novembre 2000 contre la Macédoine et son dernier le 19 novembre 2003 contre l'Estonie. Le 21 août 2002, il inscrit un but en amical face à l'Espagne.
Il joue deux matchs comptant pour les tours préliminaires de la coupe du monde 2002 : contre la Lituanie puis face à l'Italie.

## Carrière d'entraîneur
Il commence par entraîner l'équipe réserve de l'Energie Cottbus, qui évolue en Regionalliga (4e division allemande). Il dirige ensuite les équipes roumaines du FC Ceahlăul et du CFR Cluj-Napoca. Avec l'équipe du CFR Cluj, il prend part aux 2e et 3e tours préliminaires de la Ligue Europa.
En 2014, il prend les rênes du club hongrois du Győri ETO FC.

## Palmarès

### Joueur
- Vice-champion de Hongrie en 1998 avec le Ferencvárosi TC